# 龍野公園
龍野公園（たつのこうえん）は兵庫県たつの市にある総合公園。  
龍野城跡がある鶏籠山（218m）南西麓および的場山（394m）南麓一帯に広がる面積約16.0haの公園で、西播丘陵県立自然公園に属する。春は桜、秋は紅葉の名所として広く知られる。

## 概要
龍野公園は、西播丘陵県立自然公園内に位置し、龍野公園動物園や聚遠亭、紅葉谷、子供の広場、紅葉谷こども広場、五月の台広場、童謡の小径、哲学の小径、文学の小径、童謡の小径、グラウンド、赤とんぼの碑などの施設、遊歩道が整備されている。禁止事項として、火気及び花火の使用・ゴルフ練習・野球、サッカーなどの球技（グラウンドゴルフを除く）・犬の放し飼い、ラジコンなどの使用・その他、他人の迷惑となる行為。

### 地理
的場山の裾野、たつの市役所から北西に直線距離で約1キロメートルにあり、標高はグランドで56メートル、白鷺山公園展望台で110メートルある。東側には揖保川が南北に流れる。2キロメートル南方向には山陽自動車道、龍野インターチェンジが近い。

### 年表
- 1952年（昭和27年）2月19日 - 計画決定[10]
- 1955年（昭和30年）4月1日 - 供用開始日
- 1986年（昭和61年）9月 - 白鷺山公園を統合し区域を拡大

## 名所・旧跡
- 聚遠亭 - 浮堂（聚遠亭）、楽庵、御涼所と庭園がある。紅葉の名所。
- 龍野神社
- 野見宿禰神社
- ムクロジ - 兵庫県指定郷土記念物
- 文学の小径 - 3000本の桜並木の道
- 紅葉谷 - 鶏籠山の麓と両見坂を結ぶ谷道で、麓の入口が当公園内にある。晩秋には紅葉のトンネルとなる。頂上の両見坂から近畿自然歩道に接続する。

## 所在地
〒679-4170 兵庫県たつの市龍野町中霞城～北龍野 

## 交通アクセス
- 鉄道
  - 姫新線 本竜野駅 徒歩25分

## 周辺
- 龍野城跡
- 白鷺山公園 - 哲学の道、童謡の小径